# 松岡バスストップ

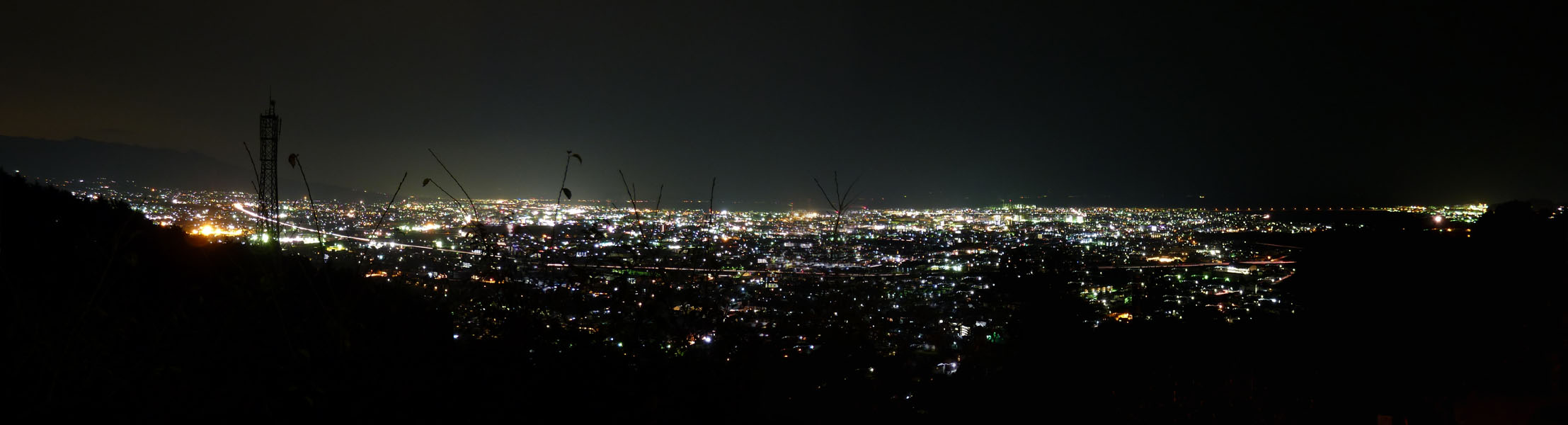
2009年9月19日シルバーウィーク初日夜、松岡バス停付近を先頭に渋滞（左：東京方面から、右：名古屋方面へ）岩本山から撮影

松岡バスストップ（まつおかバスストップ）は、静岡県富士市の東名高速道路本線上にあるバス停留所である。東名松岡（とうめいまつおか）とも言う。

## 概要
東名ハイウェイバスの急行便が全便停車する。
渋滞情報における「松岡バス停」とは、この松岡バスストップのことを指す。下り線の当バス停から、富士川SAへ向けての富士川橋が緩やかな坂で、かつカーブしているため、帰省時期など頻繁に渋滞が発生する。ラジオの渋滞情報などでは「松岡バス停付近を先頭に…」と紹介される。
2009年5月2日、休日特別割引（いわゆる地方高速上限1,000円）が実施された初のゴールデンウィークであることから全国各地で渋滞が発生したが、東名高速道路下り線でも午前8時頃、交通集中と事故が原因で、当バス停付近を先頭に大井松田インターチェンジ付近まで最大で66.4 kmの渋滞が発生した。この距離は2009年の全国ワースト3位の結果となった。

## 歴史
- 1969年6月10日 : 開設

### 停車する路線
- 東名ハイウェイバス（東京 - 御殿場 - 静岡）（JRバス関東、JR東海バス）

## 隣接のバス停
- 東名ハイウェイバス、富士急シティバス沼津中部国際空港線（2006年10月1日より休止）
富士川BS - 松岡BS - 富士BS

## 乗り換え
- 富士急静岡バスひまわりバス『西富士交番』バス停
- こうめグリーンコース『東名松岡北』バス停
- こうめオレンジコース『四谷稲荷神社前』バス停
- JR身延線 竪堀駅

## 距離
- 東京駅から142.9 km